# Obergerichtliche Erprobung
Die obergerichtliche Erprobung ist in einigen deutschen Bundesländern eine Voraussetzung für die Beförderung von Richtern und Staatsanwälten. Richter oder Staatsanwälte auf Lebenszeit müssen sich in der Regel erproben lassen, bevor ihnen ein Amt mit höherem Endgrundgehalt übertragen wird, also etwa z. B. als Vorsitzende Richter am Landgericht oder als Richter am Oberlandesgericht. Nicht zu verwechseln ist die Erprobung mit der Probezeit bei Arbeitsverhältnissen oder mit der Übertragung des Amtes eines Richters auf Probe: bei der Erprobung wird das Beförderungsamt noch nicht übertragen, auch nicht probehalber.

## Ablauf
In einigen Bundesländern werden alle dafür in Frage kommenden Richterinnen und Richter (zum Beispiel Richter an Amtsgerichten u. ä. mit einer gewissen Dienstzeit) zur Erprobung eingeladen, die Teilnahme bleibt jedoch freiwillig.
Die Erprobung selbst erfolgt dann durch Abordnung des jeweiligen Richters in einen Senat des Obergerichts der jeweiligen Gerichtsbarkeit, also zum Oberlandesgericht, Oberverwaltungsgericht, Landesarbeitsgericht oder Landessozialgericht. Dort leistet der Richter im Wesentlichen die gleiche Arbeit wie die anderen Senatsmitglieder dort. Die Abordnung dauert im Regelfall sechs bis neun Monate, in manchen Verwendungen auch ein Jahr.  Staatsanwälte werden bei der Generalstaatsanwaltschaft erprobt. Zum Abschluss der Erprobung werden die Erprobten beurteilt.
Die Erprobung kann im Einzelfall durch eine Tätigkeit in Landesministerien, Bundesministerien, vorrangig den jeweiligen Justizministerien, beim Generalbundesanwalt und in einer internationalen Institution ersetzt werden.

## Rechtsgrundlagen
Die Erprobung dient dem Dienstherren zur Bestenauslese auf Basis von Art. 33 Abs. 2 GG: Dafür sollen allein Eignung, fachliche Leistung und Befähigung der Bewerber ausschlaggebend sein.
Weitere Details sind in den Rechts- und Verwaltungsvorschriften der Bundesländer festgelegt, u. a. in:
- Brandenburg[1]
- Niedersachsen[2]
- Nordrhein-Westfalen[3]

Der Bundesgerichtshof als Dienstgericht des Bundes und das Bundesverfassungsgericht haben entschieden, dass das Erfordernis der Erprobung die richterliche Unabhängigkeit nicht verletze. Auch wenn sich der Richter bei einer Erprobung besonderen Herausforderungen stelle, sei er bei seinen Entscheidungsentwürfen weisungsfrei.